# EfREporter
efREporter ist eine Software, die in den deutschen Bundesländern Sachsen-Anhalt, Brandenburg (seit 2000), Mecklenburg-Vorpommern (seit 2003) und Berlin (seit 2018) zur Bearbeitung und Steuerung von Fördermitteln der Europäischen Union verwendet wird.
Entwickelt wurde die Software ab Januar 2000 für die Förderperiode 2000–2006 um die Mittel des Europäischen Sozialfonds (ESF) gemäß Fördermittelmanagement in einer zentralen Datenbank zu verwalten. Neben dem Eingabe-Modul stellte das Berichts-Modul die wichtigste Funktionalität bereit. Mit der Förderperiode 2007–2013 wurden weitere Fonds, wie z. B. der Europäische Fonds für regionale Entwicklung, der Europäische Landwirtschaftsfonds für die Entwicklung des ländlichen Raums und das Konjunkturpaket II mit der Software verwaltet. Durch Weiterentwicklungen der Software wurde für die Förderperiode 2014–2020 der Einsatz neuer Validierungsregeln und Schnittstellenanbindungen an Subsystem ermöglicht.

## Schnittstellen zu Subsystemen

### eCohesion-Portal
Zur Umsetzung der EU-Richtlinien (digitale Kommunikation) wird es den Antragstellern ermöglicht, ihre Kommunikation mit den Behörden weitestgehend papierlos zu führen. Hierzu ging für Sachsen-Anhalt am 21. Dezember 2017 die Software eCohesion in Betrieb. Zwischen der Software efREporter und eCohesion werden hierzu Dokumente elektronisch bidirektional ausgetauscht.

## Entwicklung

### Chronik der Entwicklung
- efREporter 1 -> seit 2000 -> Landesförderinstitut Sachsen-Anhalt (später firmiert als Investitionsbank Sachsen-Anhalt)
- efREporter 2 -> Konsortium FöMiSa[5] (Fördermittel Sachsen-Anhalt)
- efREporter 3 -> Investitionsbank Sachsen-Anhalt und Unterauftragnehmer

### Programmiersprache/Umgebung
Ab efREporter 3 kommt ausschließlich JAVA zum Einsatz. Die Anwendung ist nach dem 3-tier Modell entwickelt.

### Bezugsquelle
Das Programm ist ausschließlich für Behörden mit Fördermittelbezug erhältlich, welche mit den federführenden Bundesland Sachsen-Anhalt eine Verwaltungsvereinbarung unterzeichnet haben.

## Belege
1. 1 2  EfReporter - an electronic butler for the management of structural funds-Projects. Abgerufen am 12. Mai 2018 (englisch).
2. ↑  Sachsen-Anhalt: efREporter3 für EU-Fördermittel. In: move – moderne verwaltung. Archiviert vom Original (nicht mehr online verfügbar) am 13. Mai 2018; abgerufen am 12. Mai 2018.  Info: Der Archivlink wurde automatisch eingesetzt und noch nicht geprüft. Bitte prüfe Original- und Archivlink gemäß Anleitung und entferne dann diesen Hinweis.
3. ↑  EU-Strukturfond - Newsletter 2/2010 -> Seite 16/17. (PDF) EU-Verwaltungsbehörde des Landes Sachsen-Anhalt, 18. Juni 2010, abgerufen am 12. Mai 2018.
4. ↑  Europa und Internationales: Sachsen-Anhalt geht mit eigenem Portal für elektronischen Austausch von Daten für Förderprojekte online. In: Landesportal Sachsen-Anhalt. 21. Dezember 2017, archiviert vom Original (nicht mehr online verfügbar) am 13. Mai 2018; abgerufen am 12. Mai 2018.  Info: Der Archivlink wurde automatisch eingesetzt und noch nicht geprüft. Bitte prüfe Original- und Archivlink gemäß Anleitung und entferne dann diesen Hinweis.
5. ↑  FöMiSa: efREporter II – Verwaltung und Vergabe von EU- und Landesfördermitteln. NIS Ingenieurgesellschaft mbH, 1. Januar 2011, archiviert vom Original (nicht mehr online verfügbar) am 14. Mai 2018; abgerufen am 13. Mai 2018.  Info: Der Archivlink wurde automatisch eingesetzt und noch nicht geprüft. Bitte prüfe Original- und Archivlink gemäß Anleitung und entferne dann diesen Hinweis.